# Le Samyn des Dames
Le Samyn des Dames est une course cycliste féminine belge. Créé en 2012, il fait partie du calendrier de l'Union cycliste internationale (UCI) en catégorie 1.2. La course est longue d'environ 120 kilomètres.
Elle est le pendant de la course masculine, la Samyn Classic, créée en 1968.

## Palmarès

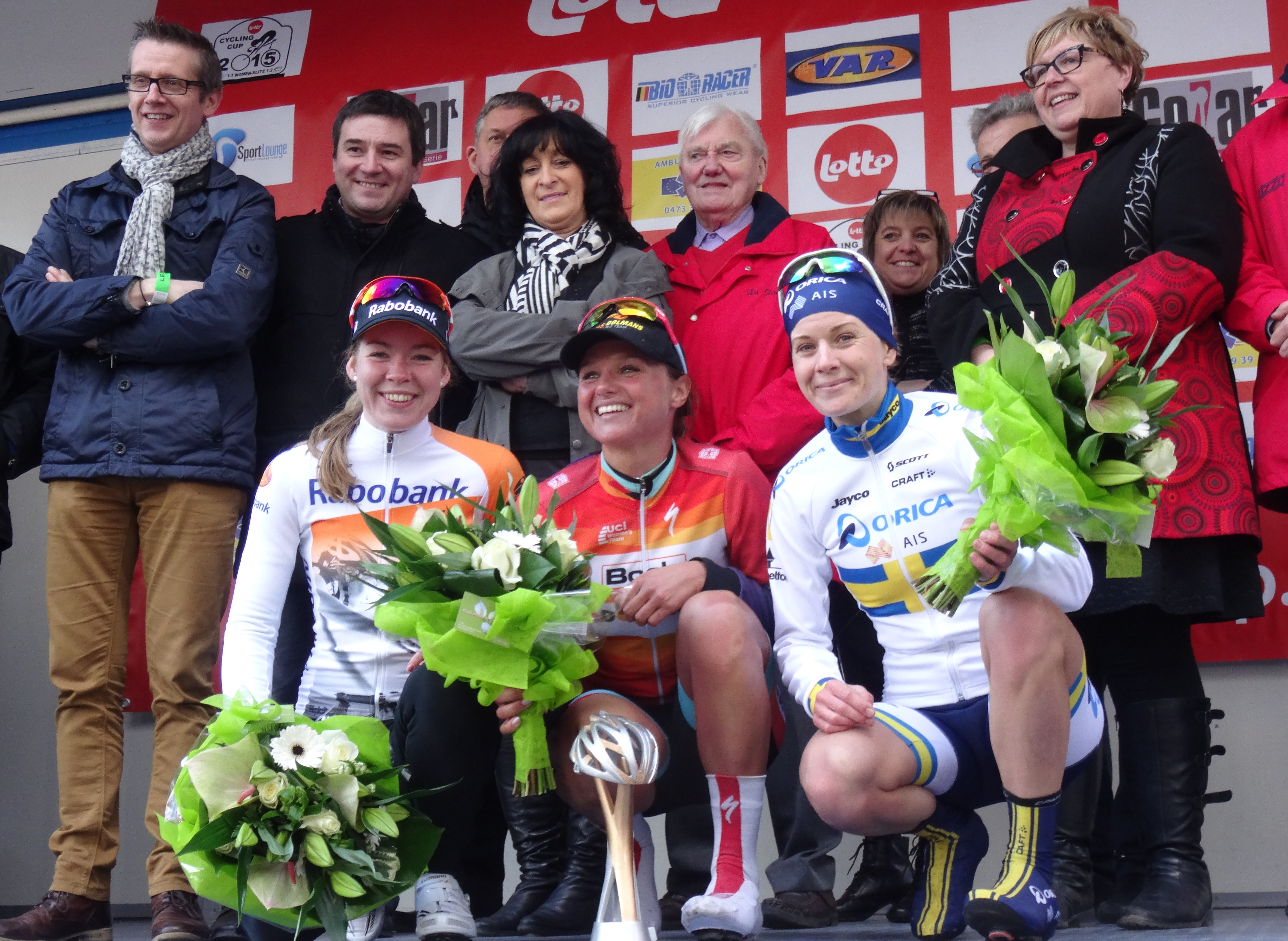
Podium de l'édition 2015 du Samyn des Dames : Anna van der Breggen (2e), Chantal Blaak (1re) et Emma Johansson (3e).

| Année | Vainqueur                   | Deuxième                  | Troisième               |
| ----- | --------------------------- | ------------------------- | ----------------------- |
| 2012  | Adrie Visser                | Noemi Cantele             | Trixi Worrack           |
| 2013  | Ellen van Dijk              | Shelley Olds              | Emma Johansson          |
| 2014  | Emma Johansson              | Ashleigh Moolman          | Sofie De Vuyst          |
| 2015  | Chantal Blaak               | Anna van der Breggen      | Emma Johansson          |
| 2016  | Chantal Blaak               | Emma Johansson            | Amy Pieters             |
| 2017  | Sheyla Gutiérrez            | Amy Pieters               | Tiffany Cromwell        |
| 2018  | Janneke Ensing              | Floortje Mackaij          | Lauren Kitchen          |
| 2019  | Jip van den Bos             | Daniela Gaß               | Demi de Jong            |
| 2020  | Chantal van den Broek-Blaak | Christine Majerus         | Lotte Kopecky           |
| 2021  | Lotte Kopecky               | Emma Norsgaard            | Chloe Hosking           |
| 2022  | Emma Norsgaard              | Chiara Consonni           | Vittoria Guazzini       |
| 2023  | Marta Bastianelli           | Maria Giulia Confalonieri | Vittoria Guazzini       |
| 2024  | Vittoria Guazzini           | Anniina Ahtosalo          | Christina Schweinberger |
| 2025  | Lorena Wiebes               | Linda Zanetti             | Lara Gillespie          |